# Sinners in Paradise
Sinners in Paradise és una pel·lícula d'aventures dels Mars del Sud estatunidenca del 1938 dirigida per James Whale i protagonitzada per Madge Evans, John Boles, Bruce Cabot, Marion Martin i Gene Lockhart.El 1966, la pel·lícula va entrar a la domini públic als Estats Units perquè els reclamants no van renovar el seu registre de drets d'autor durant els 28 anys després de la publicació.

## Argument
Un avió de passatgers s'estavella emmig del Pacífic i alguns dels supervivents arriben a una illa habitada només per un esetatunidenc, Jim Taylor, amb el seu servent xinès, Ping. Es nega a ajudar-los, dient-los que construeixin el seu propi refugi i reuneixin el seu propi menjar i, tot i que té un vaixell i combustible, es nega a treure'ls. La raó per la qual vol mantenir-se tranquil, ens assabentem, és que és buscat per assassinat. Amb el temps, la seva actitud envers els intrusos se suavitza a mesura que aquests, malgrat les interminables baralles, aconsegueixen formar una comunitat de treball i es veu cada cop més atret per una jove infermera atractiva, Anne Wesson, que fuig del seu marit. Quan el vaixell està preparat per a un viatge a la civilització, dos empresaris sense escrúpols del grup el roben amb Ping a bord. En una baralla, els mata a tots dos i, ferit de mort, torna el vaixell. La resta es pot escapar.

## Repartiment
- Madge Evans com a Anne Wesson
- John Boles com a Jim Taylor
- Bruce Cabot com a Robert Malone, alias The Torpedo
- Marion Martin com Iris Compton
- Gene Lockhart com a senador. Corey
- Charlotte Wynters com a Thelma Chase
- Nana Bryant com a Sra. FranklinSydney
- Milburn Stone com a Honeyman
- Don 'Red' Barry com a Jessup (com a Donald Barry)
- Morgan Conway com a Harrison Brand
- Willie Fung com a Ping